# SMS Lacroma
Az SMS Lacroma (ex-Tiger) az Osztrák–Magyar Monarchia tengerészeti yachtja (ex-Panther-osztályú torpedócirkálója) volt az első világháborúban. Testvérhajója az SMS Panther és az SMS Leopard volt.

## Pályafutása
1886. május 25-én aláírták az építési szerződést. Október 5-én megkezdték az építését.
1887. március 12-én császári rendelettel jóváhagyták a nevét. Június 28-án vízre bocsátották. Az építését késleltette a lassú anyagszállítás. 1888. március 5-én végrehajtotta az első próbautat. Június 12-e és július 24-e között a Torpedó Flottilla vezérhajója volt, parancsnoka Carl Stefan főherceg.
1889-ben a Torpedó Flottillánál szolgált. 1890-ben összeütközött a Laudon-nal. 1893-ban tartalékba helyezték. 1894. április 27-e és augusztus 7-e között a Nyári Hajórajban a Torpedó Flottillánál szolgált. 1895-ben tartalékban volt és nagyjavításon esett át. Megjavították a gépi berendezéseit, a kazánjait, a hajócsavar tengelyeket kihúzták és újra központosították. A 4,7 cm/33-as gyorstüzelő lövegek helyett új 4,7 cm/44-es gyorstüzelő lövegeket kapott. Az elülső gyorstüzelő lövegnyílásokat megnagyobbították. 1897. március 5-én felszerelték. Március 20-25 között Triesztből Krétára ment, és a 87-es Gyalogezred egységeit szállító Elektra gőzhajót kísérte. Március 30 és 31 között Caneában lövegeivel elhárította a felkelők támadását. 1898. április 8-án leszerelték és tartalékállományba vonult.
1900. május 30-án felszerelték és beosztották a Nyári Hajórajba, ahol a 2. Divízió zászlóshajója volt, Moriz Sachs von Hellenau ellentengernagy parancsnoksága alatt. Azután tartalékba került. 1901 márciusában lengéscsillapító bordát kapott. Gőzkormány berendezést szereltek fel rá, továbbá a belső világítás céljából egy áramfejlesztőt. Korszerűsítették a szellőztetését is. 1902. június 5-től a Nyári Hajórajban szolgált, mint a 2. Divízió parancsnokának, Julius Beck von Wellstaedt kommodore zászlóshajója. Szeptember 1 és 3 között részt vett az Isztriai-félszigetnél a császár jelenlétében tartott partraszállási gyakorlaton. 1905 januárjában megváltoztatták a tüzérségét, a kazánja megrongálódott, a hajótest és a
gépi berendezések jó állapotban voltak. November 6-án a pólai Arzenál megbízást kapott, hogy a
Pelikan pótlására építsék át tengernagyi jachttá, és nevezzék át a Lacroma névre.
1906. január 24-én a császári jóváhagyás alapján törölték a Flotta névjegyzékéből, és Lacroma néven jachtként vették nyilvántartásba. Júliusban befejeződött az átépítése.
1907. február 16-ától december 5-ig a tengerészet parancsnoka rendelkezésére állt. Tajernél felütött a tengerfenékre. Eltávolították a vitorlázatát, áthelyezték a rádióállomását, átépítették a kabinokat. 1908. január 11. és szeptember 1. között a tengerészet parancsnoka rendelkezésére állt. Jelen volt az Erzherzog Franz Ferdinand csatahajó vízre bocsátásánál. Szeptember 27-én a fedélzetére látogatott Maria Annunziata főhercegnő. 1910. február 16-ától április 17-ig Ferenc Ferdinánd főherceg rendelkezésére állt Brioniban, majd a trónörökös egy isztriai utat tett vele. Április 27-től a tengerészet parancsnoka szemleutat tett vele, majd kazánjavításon esett át. 1912. december 8-ától Anton Haus altengernagy és a Flotta zászlóshajója volt.
1914. január 14. Szolgálatba állították. Mária Terézia és Maria Annunciáta főhercegnőkkel a
fedélzetén részt vett a Szent István csatahajó vízrebocsátásán. 1915 áprilisában leszerelték, megfosztották a fegyverzetétől és időnként felszerelték a tengerészet parancsnoka számára.
1916. július 5-én a Pólában állomásozó német tengeralattjárók legénységének lett a lakóhajója. 1918. július 17-én légitámadás érte, de nem szenvedett károsodás. November 15-én a Szövetséges Adriatengernagyi Bizottság utasítására a délszláv pólai tengernagy, Method Koch (korábbi császári és királyi korvettkapitány) Spalatóba vezényelte az internáló helyre. November 25-én megérkezett a Spalato melletti Hét Kastély-öbölbe. December 2-án felvonták rá a Szerb–Horvát–Szlovén Királyság lobogóját. 1920-ban az olaszoknak ítélték, akik azután lebontották.

## Külső hivatkozások
- Az SMS Tiger a Naval History honlapján (angolul)